# وسام القدس للثقافة والفنون والآداب
وسام القدس للثقافة والفنون والآداب هو أحد أرفع الأوسمة الفلسطينية، تأسس عام 1990، وكان يمنحه رئيس منظمة التحرير الفلسطينية ياسر عرفات للأدباء والمفكرين والفنانين البارزين.

## التاريخ
جرى إنشاء «وسام القدس للثقافة والفنون والآداب» عام 1990 من قبل منظمة التحرير الفلسطينية ليجري منحه للأدباء والمفكرين والفنانين البارزين، وبعد إقامة السلطة الوطنية الفلسطينية عام 1994 جرى لاحقًا استحداث «وسام الثقافة والعلوم والفنون الفلسطيني» ليكون بديلًا عن «وسام القدس للثقافة والفنون والآداب».

## أبرز الحائزين على الوسام
عقب استحداث وسام القدس للثقافة والفنون والآداب عام 1990، منح الرئيس ياسر عرفات الوسام لعدد كبير من الأدباء والمفكرين، كان من أبرزهم:
- أحمد الخالدي (1990)
- أحمد شاكر الكرمي (1990).[3]
- حسن الكرمي (1990).[4]
- عبد الكريم الكرمي (1990).[5]
- زياد عبد الفتاح (1996).
- عبد الرحيم محمود (1990).
- غسان كنفاني (1990).
- محمود السمرة (1991).
- أسمى طوبي (1990).
- إميل حبيبي (1990).
- حنا إبراهيم (1995).[6]
- خليل السكاكيني (1990).
- سميح القاسم (1990).
- سميحة خليل (1991).
- عبد الرحيم عمر (1990).